# Elia Pekica Pagon
Elia Patricia Pekica Pagon (Zagreb, 16. rujna 1971.), hrvatska pjesnikinja, publicistica, marketinška stručnjakinja i umjetnička fotografkinja. Kći je hrvatskog međunarodno poznatog komunikologa Marka Pekice.

## Životopis
Elia Pekica Pagon  Arhivirana inačica izvorne stranice od 12. prosinca 2019. (Wayback Machine), Mag. educ. philol. angl. i Mag. educ. philol. ital., publicistkinja, pjesnikinja, marketinška stručnjakinja, umjetnička fotografkinja, (Zagreb, 16. IX. 1971.) u rodnom je gradu završila osnovno (OŠ Jabukovac), srednje (Centar za odgoj i obrazovanje u kulturi; popularno zvan Kultura – stručni suradnik za televiziju, film i kazalište) i fakultetsko obrazovanje (magistra edukacije engleskog i talijanskog jezika i književnosti) te poslijediplomski studij amerikanistike (Filozofski fakultet, Zagreb). Usavršavala se u Italiji (Firenze, Perugia, Rimini) i Velikoj Britaniji (Brighton, Cambridge, London, Rickmansworth, Weybridge). Osim engleskog i talijanskog jezika koje je studirala, je učila je španjolski, francuski, njemački i kineski jezik. U svojim brojnim putovanjima imala je priliku izbliza se upoznati s poviješću, tradicijom i kulturom raznih zemalja, što je uvelike utjecalo na njezino poimanje svijeta. Novinarskim radom bavi se od rane mladosti kada je svoje radove na temu glazbe objavljivala u hrvatskom dvotjedniku za mladež Pop Extra koji se bavio estradom, izlazio je od 1992. do 1995. godine  te u časopisu za mlade Rocky Express koji se ponajviše bavio glazbom, a također je izlazio devedesetih godina.
Po završetku studija na Filozofskom fakultetu, usporedo s poslijediplomskim studijem amerikanistike, radila je za multinacionalne kompanije British Airways, Marks & Spencer, Baxter i Hill & Knowlton, gdje je obnašala dužnost direktorice marketinga i prodaje te vodila odnose s javnošću, a engleski jezik je predavala na Visokoj školi tržišnih komunikacija Agora po akreditaciji WERBE AKADEMIE am WIFI Wien.
Nakon stečenih iskustava u stranim multinacionalnim kompanijama na području tržišnog komuniciranja i odnosa s javnošću te uvidjevši da Hrvatska nema svoj časopis za tržišne komunikacije, Elia je zajedno s ocem Markom, međunarodno priznatim komunikologom, godine 2001. pokrenula strukovno glasilo, mjesečnik Zvono – časopis za marketing u praksi. Časopis Zvono izlazio je od 2001. do 2004. godine kada nastavlja izlaziti također kao mjesečnik pod imenom Epoha – časopis za kulturu komuniciranja, a redovno je izlazio sve do siječnja 2009. godine praćen sloganom – Gradimo mostove među ljudima, vremenima i prostorima. U spomenutim časopisima Elia je kao glavna urednica istih, kroz dugi niz godina objavljivala društveno angažirane eseje, kritičke osvrte i recenzije te intervjue s istaknutim stručnjacima iz raznih polja ljudskih djelatnosti. U siječnju i listopadu 2006. godine objavljena su dva posebna izdanja časopisa Epoha broj 58 i 67 posvećena Elijinim razgovorima s njoj vrlo dragim sugovornikom, prof. Slavkom Kulićem pod naslovima Razgovor o globalizaciji i Razgovor o globalizaciji i privatizaciji.
Uz sve ostale Elijine interese, poetsko stvaralaštvo je nešto čemu se uvijek rado vraća i u čemu posebno uživa. Svoje prve pjesničke uradke Elia je, na prijedlog profesora Stipe Grgasa objavila u zadarskom Glasju – časopisu za književnost i umjetnost koji je izlazio od 1994. do 2004. godine. Iza toga uslijedile se objave Elijinih pjesama u tjedniku za kulturu Hrvatsko slovo. Do sada je objavila tri zbirke pjesama: Sama (Ceres, Zagreb, 1998.), U podnožju neba (Ceres, Zagreb, 1999.) i Ljubavne pjesme (Nakladni zavod Matice hrvatske, Zagreb, 1999.). Recenzenti Elijinih zbirki poezije bili su poznati hrvatski akademici Ivan Slamnig i Ante Stamać izrazivši se vrlo afirmativno o njezinu poetskom stvaralaštvu, o kojem su se u više navrata vrlo pohvalno izrazili i Ranko Marinković, Dragutin Tadijanović, Zlatko Tomičić te brojni drugi autoriteti hrvatske književnosti. U pripremi je i četvrta Elijina zbirka pjesama pod radnim naslovom Ime jeseni. Godine 2016. Elia je s velikom ljubavlju uredila i bila nakladnik zbirke poezije na čakavskom narječju svoga oca Marka – Ivana Pekice pod naslovom Istro mila moja, lipa mati moja.
Godine 2008. Elia je objavila svoju knjigu eseja pod naslovom Globalno usijanje u izdanju nakladničke kuće Elpeluba d.o.o., dok je svoje najopsežnije djelo, svojevrsni leksikon na temu globalizacije pod naslovom Na Diogenovu putu, objavila 2010. godine u izdanju Sono grupe d.o.o. iz Poreča, Unex grupe d.o.o. iz Zagreba te nakladničke kuće Znanje d.o.o. iz Zagreba. Knjiga sadrži Elijine razgovore s istaknutim hrvatskim i svjetskim autorima i znanstvenicima (od Miltona Glasera do Noama Chomskog) s raznih područja (sociologija, likovna umjetnost, jezikoslovlje, povijest, komunikologija, gospodarstvo, arhitektura, glazba, dizajn, fotografija,..).
Od 2008. do 2012. godine bila je stalna kolumnistica tjednika za kulturu Hrvatsko slovo. U listopadu 2010. godine Elijin osvrt na lik i djelo legendarnog hrvatskog karikaturista Ota Reisingera pod nazivom Susreti sjećanja i sreće objavljen je u knjizi Susreti s velikim Otom Reisingerom, hrvatskog književnika i karikaturista Janka Bučara čiji je nakladnik Hrvatsko društvo karikaturista.
U prosincu 2010. godine na poziv Centra za poslovnu etiku Konrad Adenauer Stiftung i Filozofskog fakulteta Družbe Isusove u Zagrebu Pekica sudjeluje na međunarodnom simpoziju pod nazivom Siromaštvo i etika u sklopu kojeg je njezino izlaganje u obliku eseja pod naslovom  Globalno etičko povjerenstvo objavljeno u istoimenoj knjizi Siromaštvo i etika koja je izašla 2011. godine u izdanju Filozofsko-teološkog instituta Družbe Isusove u Zagrebu, a koju je uredio Prof. dr. sc. Ivan Koprek.
Od 2012. godine surađuje s regionalnim mjesečnikom za marketing i odnose s javnošću Media Marketing iz Sarajeva koji donosi vijesti iz oglašivačke industrije iz regije i svijeta.
Od 2014. godine Elia je stalna kolumnistica i suradnica regionalnog Web portala za marketing i odnose s javnošću Media Marketing (www.media-marketing.com). U prosincu 2014. godine Elijine kolumne objavljene su u knjizi kolumni raznih autora Media Marketinga pod naslovom I ja sam bio, čiji je glavni urednik bio Ekrem Dupanović, a izdavač NO LIMIT, Sarajevo. Stručne tekstove objavljuje i u inozemnim časopisima Magazine World (Velika Britanija) i Kreativ (Mađarska).
Osim na hrvatskom Pekica piše i na engleskom jeziku. U SAD-u je objavila svoju poeziju u nekoliko antologija: The Enchantment of Memory (2001.), A Grasp at Eternity (2001.), The Best Poems & Poets of 2001 (2002.), On Gossamer Wings (2002.), The Road That Never Ends (2003.).
Fotografija je također jedna od Elijinih ljubavi. Do sada je svoje fotografije izlagala na skupnim izložbama fotografija u Zagrebu (Fotoklub Zagreb) te u Houstonu (SAD) gdje je 2007. godine s ocem Markom sudjelovala sa svoje 42 fotografije na velikoj međunarodnoj izložbi pod nazivom Never Been to Houston. Uz fotografiju, Elijin hobi je i figurativno slikarstvo, ali svoje radove do sada nije izlagala.
Godine 2015. izašla je Elijina knjiga pod naslovom Manifest humanosti  (prvo izdanje), zbirka autoričinih eseja nastalih u razdoblju od 2008. do 2014. godine. Knjiga eseja pod nazivom Oči našeg vremena (prvo izdanje) objavljena je 2016. godine donoseći autoričine eseje nastale u razdoblju od 2008. do 2016. godine, a kako su prva izdanja obiju spomenutih knjiga eseja bila rasprodana, godine 2016. tiskana su druga neizmijenjena izdanja obje knjige. U mjesecu studenom 2018. godine, Elia je objavila svoju knjigu eseja na engleskom jeziku pod naslovom The Wisdom of Aramis u Hrvatskoj, a u mjesecu prosincu Elijina knjiga The Wisdom of Aramis izdana je i u SAD-u, u izdanju nakladničke kuće Balboa Press, A Division of Hay House te tako postala dostupna međunarodnom tržištu. Trenutno radi na svojoj novoj knjizi.

## Djela
- Sama, Zagreb 1998.
- U podnožju neba, Zagreb 1999.
- Ljubavne pjesme, Zagreb 1999.
- Globalno usijanje, Zagreb 2008.
- Na Diogenovu putu, Zagreb, 2010.
- Manifest humanosti, Zagreb 2015. (I izdanje)
- Oči našeg vremena, Zagreb 2016. (I izdanje)
- Manifest humanosti, Zagreb 2016. (II izdanje)
- Oči našeg vremena, Zagreb 2016. (II izdanje)
- The Wisdom of Aramis, Zagreb, 2018.
- The Wisdom of Aramis, Bloomington, Indiana, USA, 2018.